# Taenitis obtusa
Taenitis obtusa là một loài dương xỉ trong họ Pteridaceae. Loài này được Hook. mô tả khoa học đầu tiên năm 1854.